# Life in Her Hands
Life in Her Hands es una película dramática de 1951 patrocinada por el Ministerio de Trabajo británico con el objetivo de reclutar mujeres para la profesión de enfermería. Se elaboró como respuesta a la escasez de enfermeras calificadas en Gran Bretaña después de la Segunda Guerra Mundial, provocada en cierta medida por las necesidades del recién fundado Servicio Nacional de Salud (NHS). Fue producido por Crown Film Unit y United Artists lo distribuyó ampliamente en los principales cines. La película fue escrita por Anthony Steven y Monica Dickens, y dirigida por Philip Leacock. El elenco incluía a Bernadette O'Farrell, Jenny Laird, Jean Anderson y Kathleen Byron.
Byron, muy conocida en ese momento por su papel en la película de 1947 Narciso negro, interpreta a la protagonista Anne Peters, quien erróneamente se cree responsable de la muerte de su esposo en un accidente automovilístico. Posteriormente, decide convertirse en enfermera para aliviar su culpa. Además del contenido ficticio, la película transmite una imagen de la vida en los hospitales británicos, las dificultades y compensaciones del trabajo de enfermería y las actitudes y prácticas relacionadas de la época, como la rígida jerarquía de enfermería y los roles de género.

## Trasfondo
Life in Her Hands fue patrocinado por el Ministerio de Trabajo como parte de una campaña nacional para aumentar el reclutamiento de enfermeras después de la Segunda Guerra Mundial. La escasez existente empeoró con la creación del Servicio Nacional de Salud de Gran Bretaña. Posteriormente, el reclutamiento se extendió al extranjero. La película fue producida por Crown Film Unit y United Artists la distribuyó en los principales cines. Fue lanzada como la segunda película en un doble programa (esencialmente haciéndola una película de cine B) y recibió un certificado A. Aunque ficticia, fue anunciada como un documental y contenía reconstrucciones de la vida del hospital.
Los documentos en los Archivos Nacionales revelan que el escritor irlandés Frank O'Connor junto con una matrona jubilada y el editor de Nursing Times fueron llamados para asesorar sobre la producción de la película.

## Sinopsis
La protagonista Anne Peters es interpretada por Kathleen Byron, quien se hizo conocida por su papel de la hermana Ruth en la película de 1947 Narciso negro. En Life in Her Hands, su personaje se convierte en enfermera para mitigar su culpa después de que su esposo muere en un accidente automovilístico en el que ella conducía y del que se culpa a sí misma. La historia de su culpa y cómo la acepta forma el contenido ficticio de la película. Retoma la profesión a una edad más avanzada de lo normal y a pesar de las advertencias de su familia de clase media sobre el entrenamiento intensivo que requerirá. Byron interpreta a Peters como vulnerable pero resistente, con emociones intensas que se acentúan con una combinación de música y primeros planos.
A través de una serie de viñetas, se revela la vida cotidiana de una enfermera en un hospital británico en los años inmediatamente posteriores a la guerra, mostrando la estricta jerarquía de los roles de enfermería, la persistente escasez, las dificultades para tratar con los bulliciosos pacientes masculinos de clase trabajadora y las divisiones de género. La película también dedicó una cantidad significativa de tiempo a los beneficios de la enfermería de acuerdo con su propósito de promover la profesión como una opción de carrera atractiva para las mujeres.

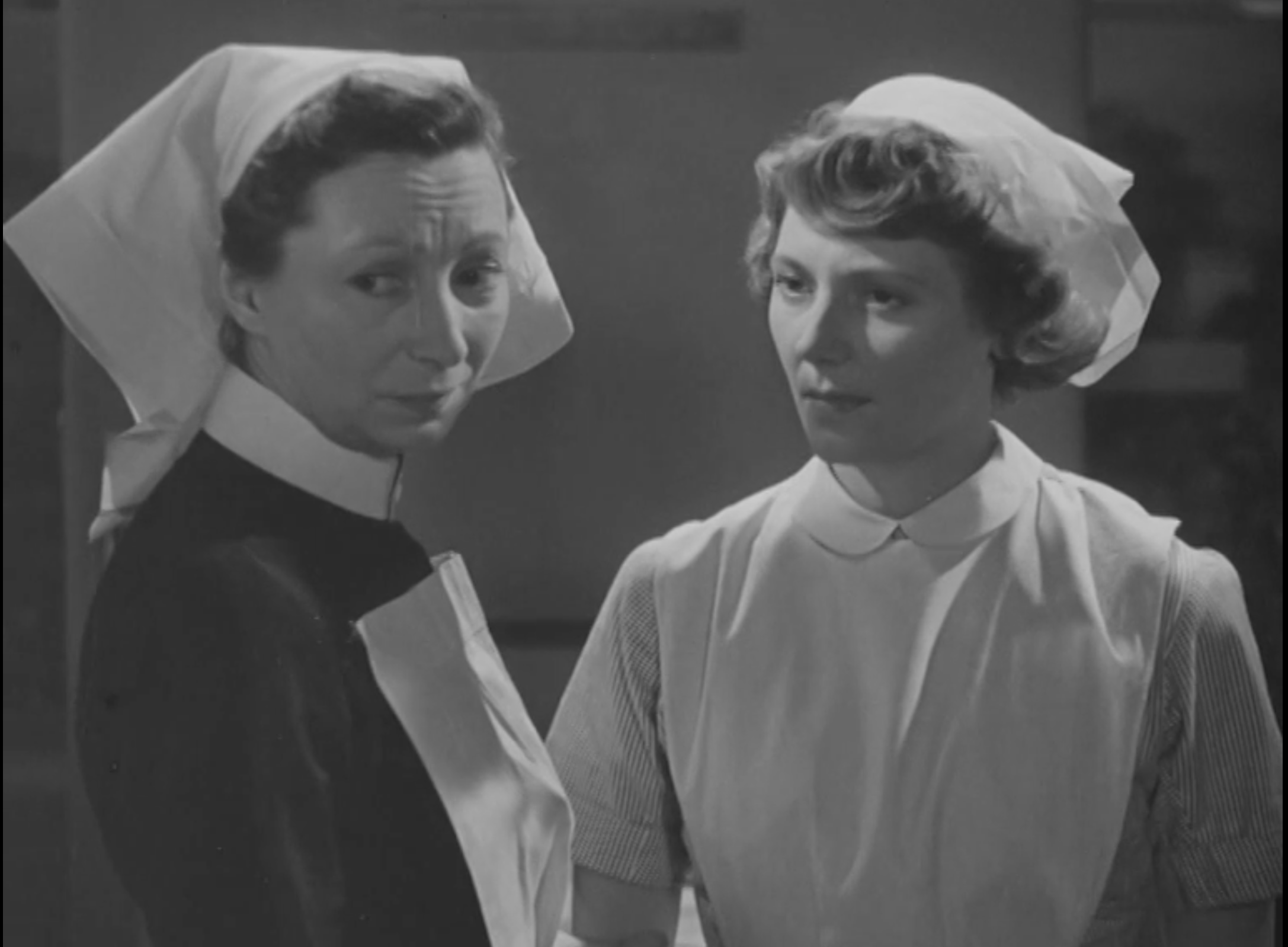
Con la hermana nocturna
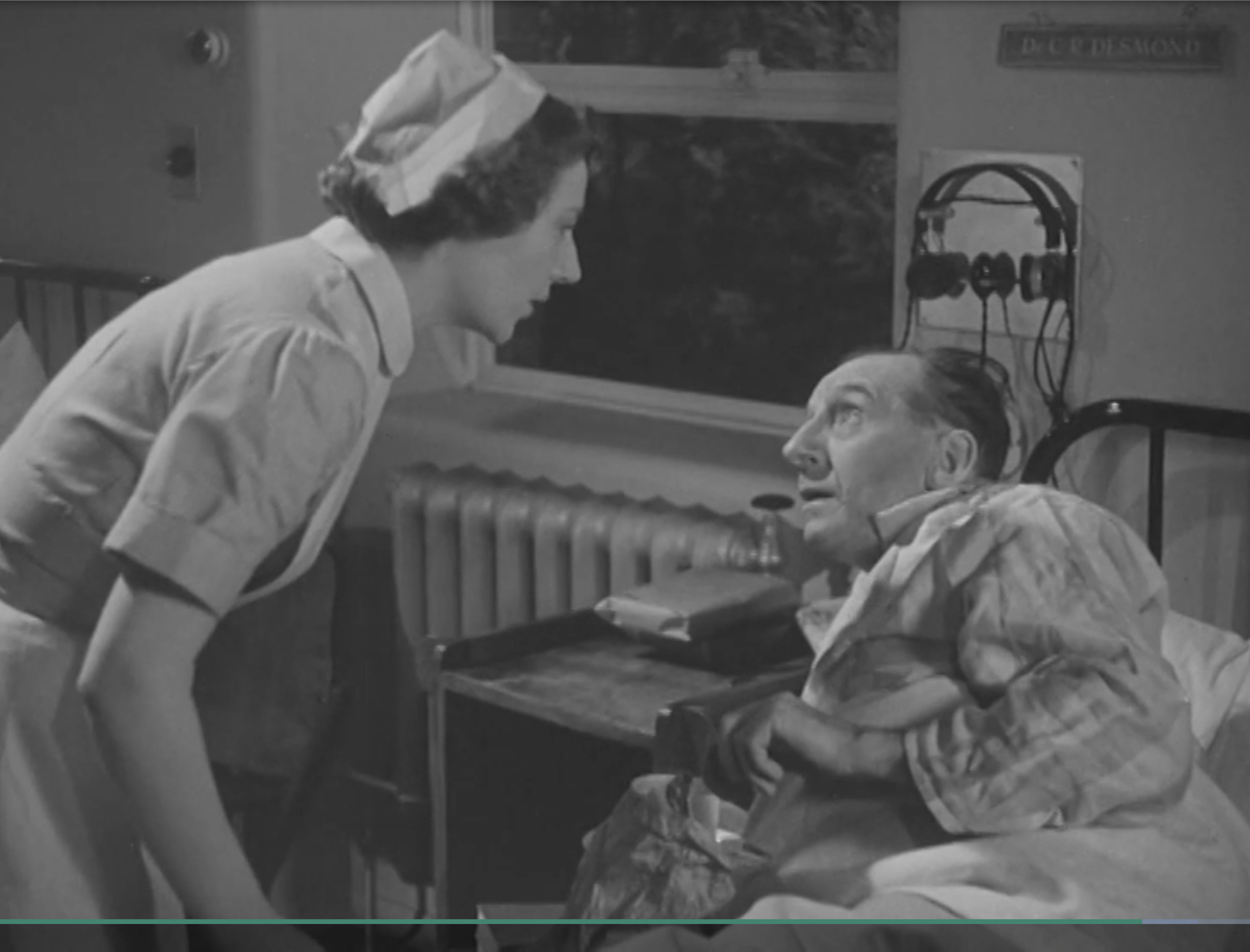
Con paciente masculino
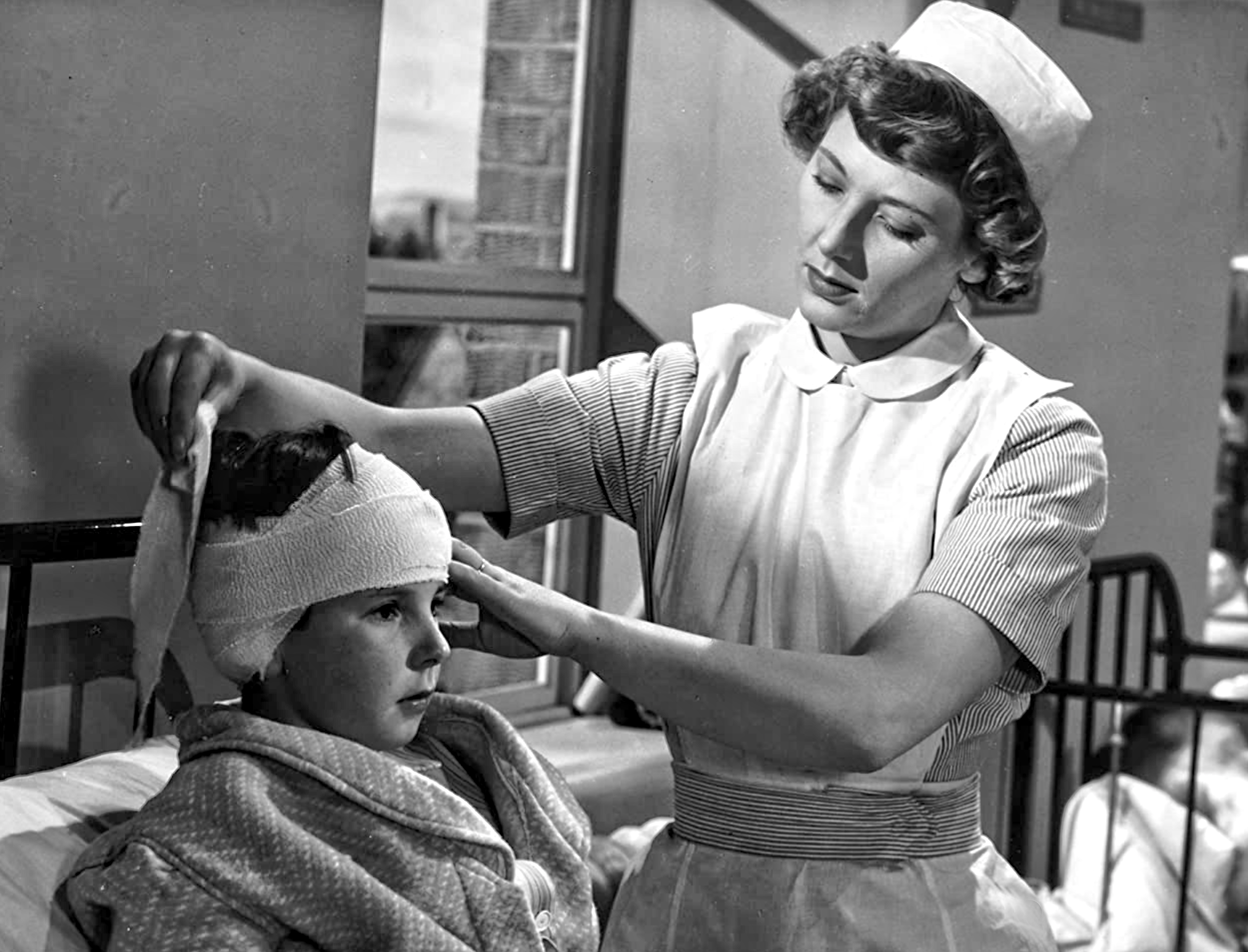
Trabajo de enfermeria
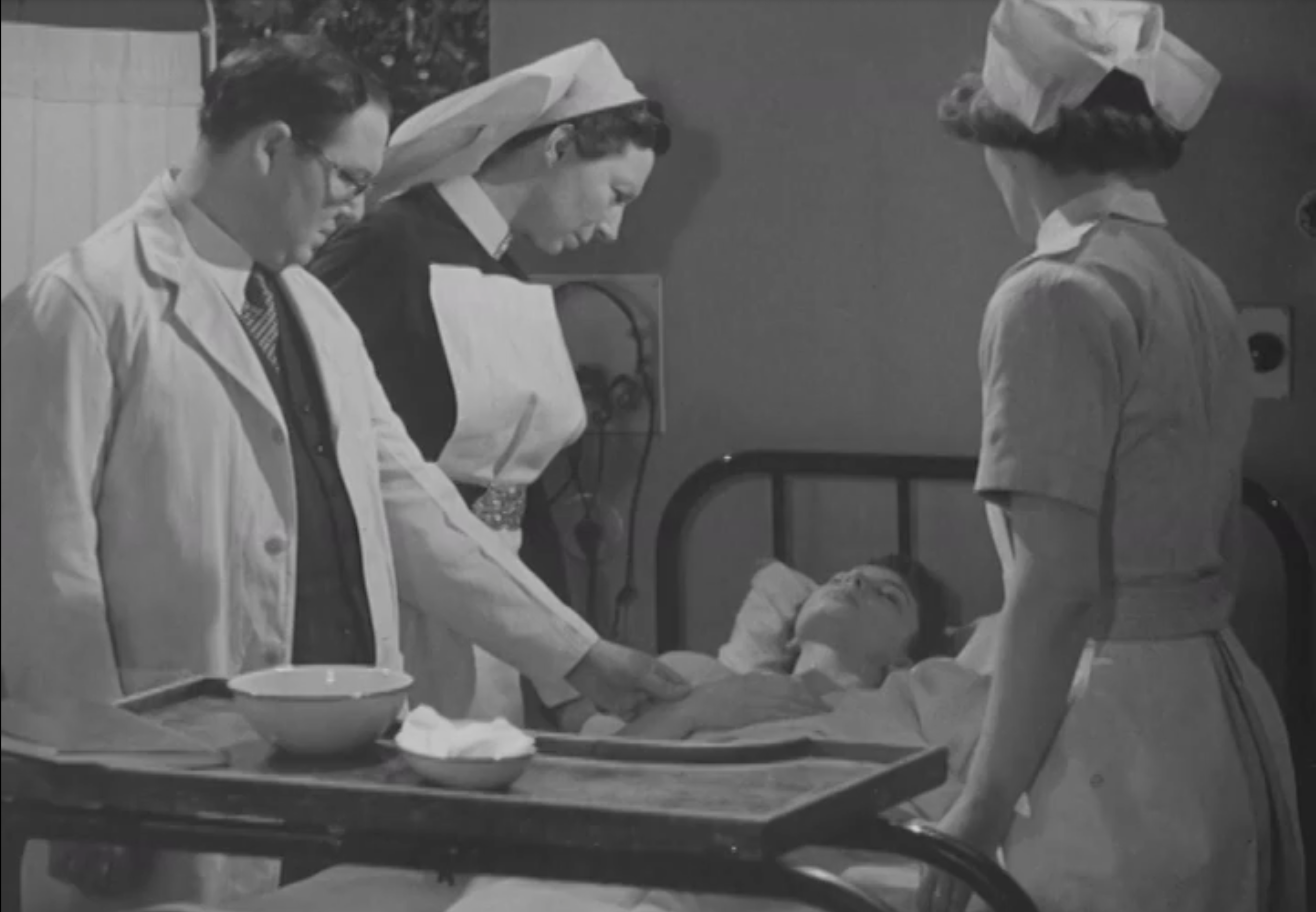
Con doctor, hermana y paciente

## Producción
La vida en sus manos fue dirigida por Philip Leacock. Anthony Steven y Monica Dickens, la bisnieta de Charles Dickens, escribieron el guion; había publicado en 1942 One Pair of Feet sobre su servicio de guerra como enfermera. La película fue musicalizada por Clifton Parker. Kathleen Byron fue elegida como protagonista y otros actores incluyeron a Bernadette O'Farrell y Jenny Laird.
El elenco incluye:
- Kathleen Byron como la enfermera Ann Peters.
- Bernadette O'Farrell como la enfermera Mary Gordon.
- Jacqueline Charles como la enfermera Michele Rennie.
- Jenny Laird como matrona.
- Robert Long como Jack Wilson.
- Grace Gavin como la hermana McTavish.
- Jean Anderson como Hermana de la Noche.
- Joan Maude como hermana tutora.
- Elwyn Brook-Jones como cirujano.
- Iris Ballard como la enfermera Soper.
- Grace Arnold como la hermana de los niños.
- Susan Richmond como la Sra. Wilson.
- Audrey Teasdale como Aggie Arthurs.
- Michael Ward como Ralph.

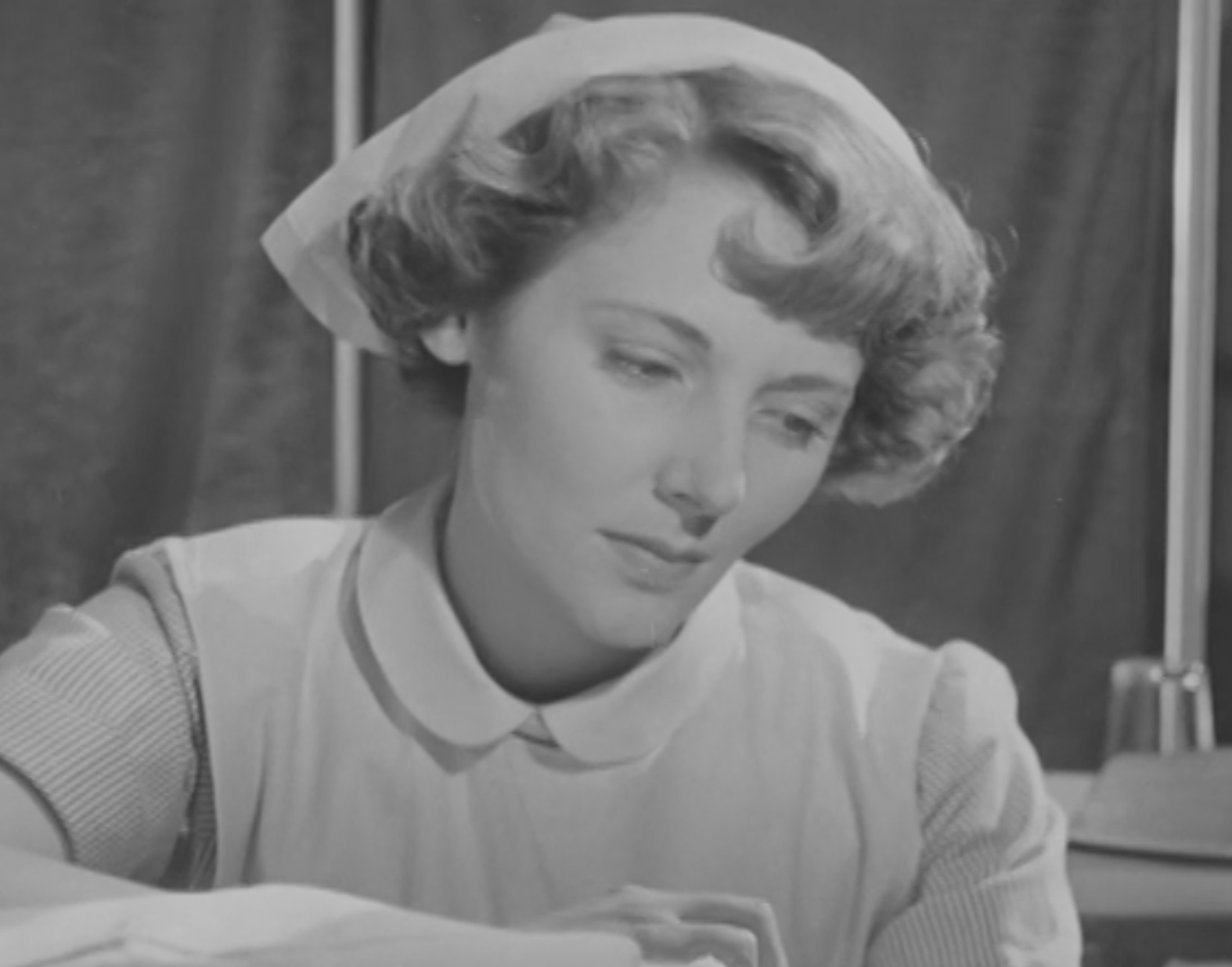
Kathleen Byron
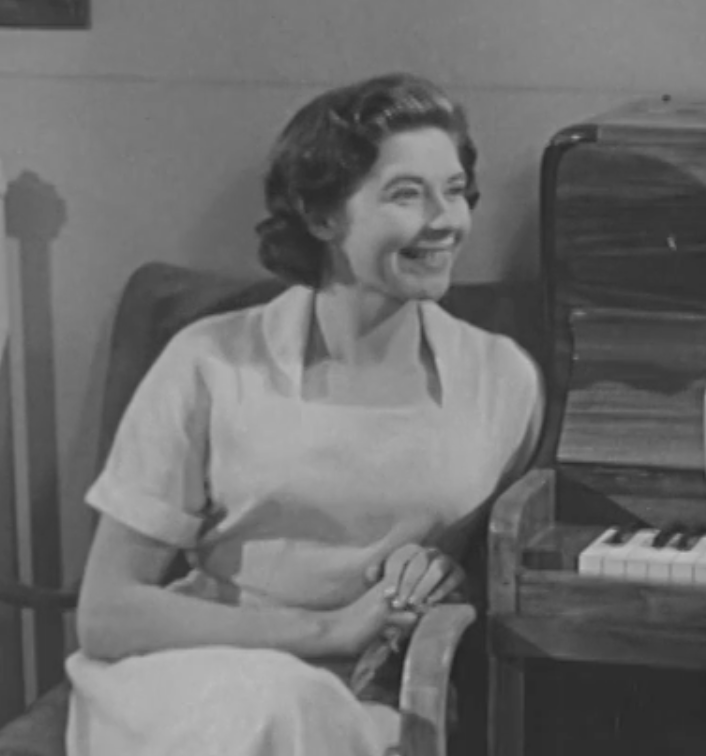
Bernadette O'Farrell
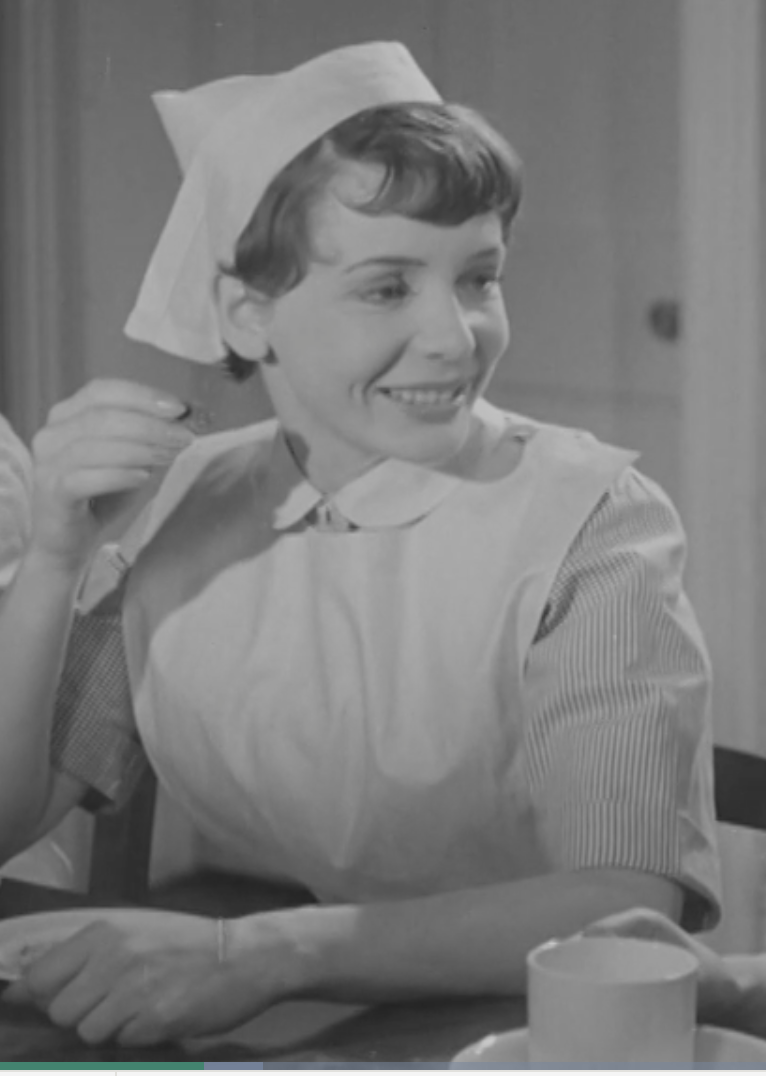
Jacqueline Charles
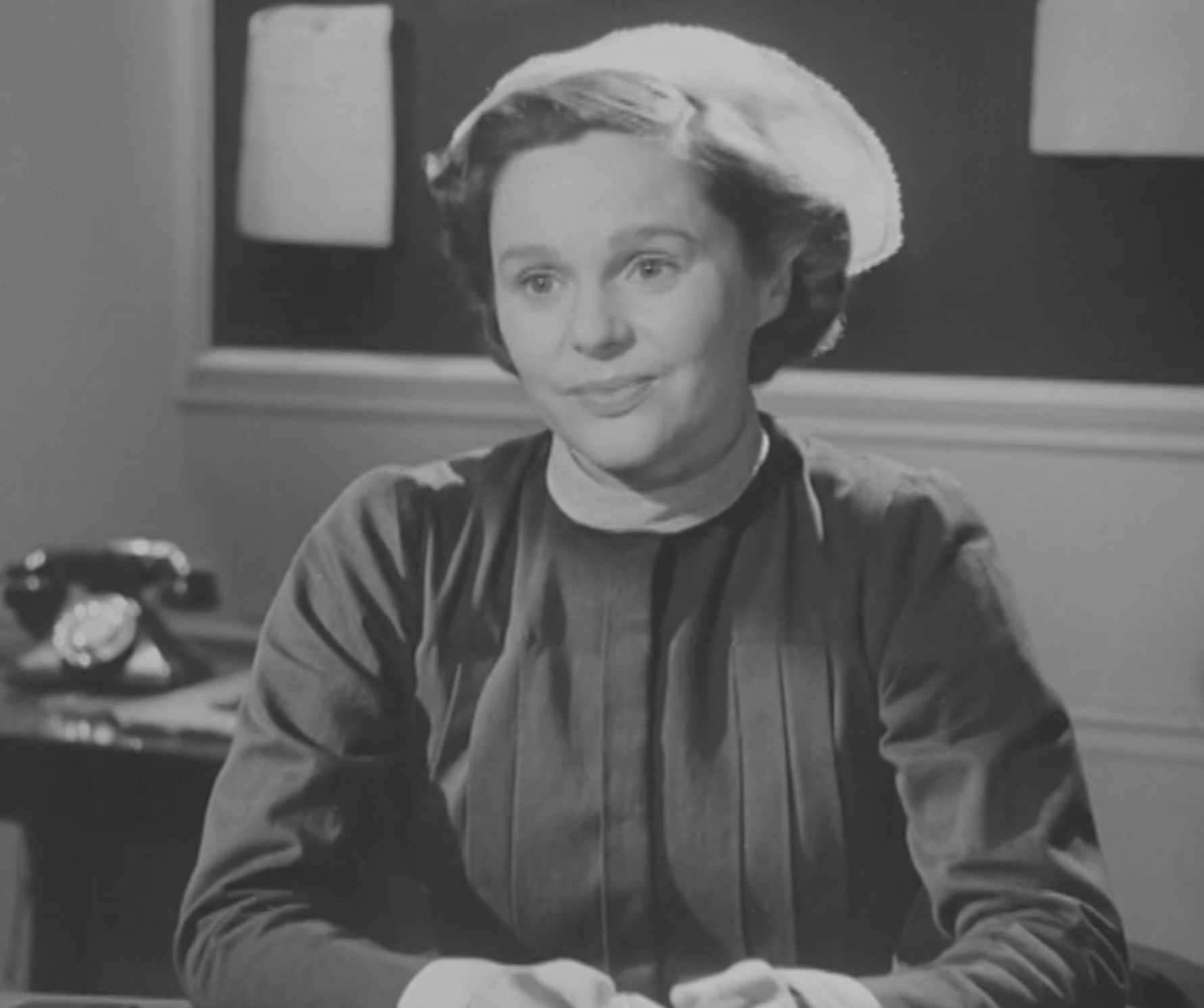
Jenny Laird
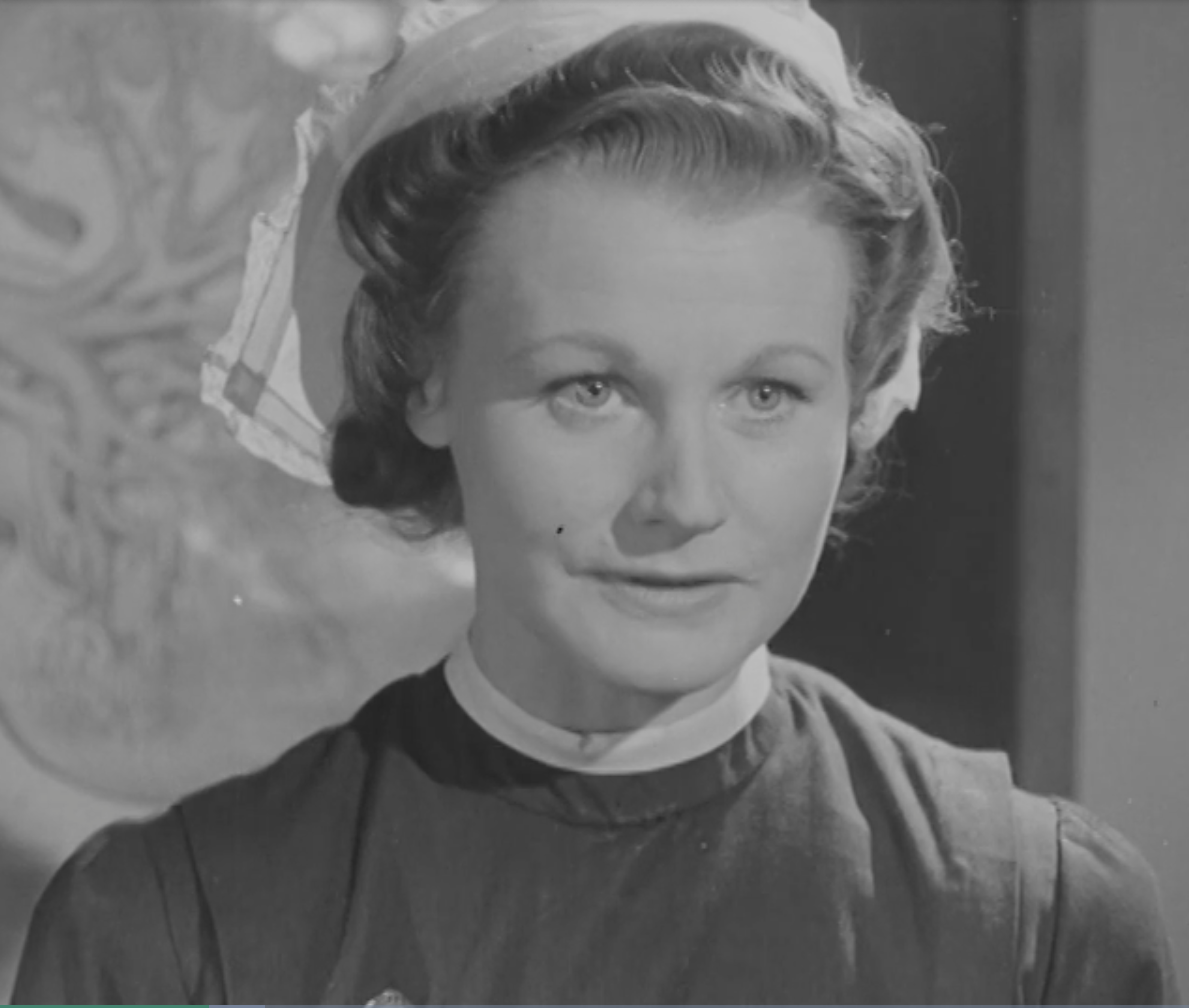
Joan Maude
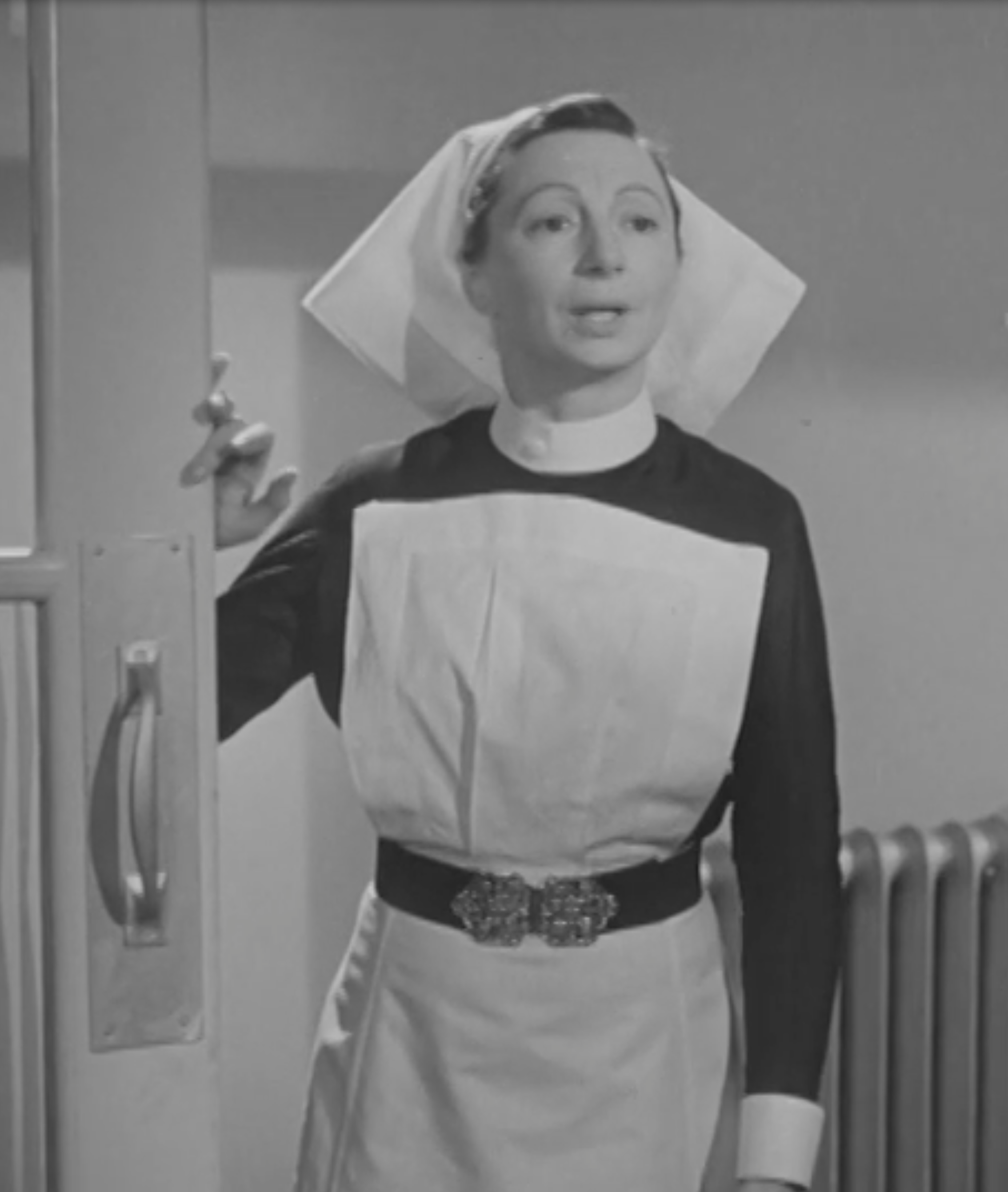
Jean Anderson

## Recepción y legado
The Monthly Film Bulletin informó que la película «combina información impersonal con una historia de ficción personal». Una hermana del Liverpool Royal Infirmary sintió que las películas de Hollywood sobre Edith Cavell y Florence Nightingale tenían un mayor impacto que una película como Life in Her Hands.
El British Film Institute ha notado los gastos y los problemas que se tomaron para hacer la película a pesar de que no se estrenó como un largometraje principal. Fue una de las últimas películas realizadas por Crown Film Unit, que se cerró al año siguiente para ahorrar dinero y, posteriormente, películas patrocinadas por el gobierno británico se encargaron a estudios privados. La película se proyectó nuevamente en 2018 en el BFI Southbank para celebrar el septuagésimo aniversario del Servicio Nacional de Salud.